# 杰德布尔
杰德布尔（Jetpur）是印度古吉拉特邦拉杰果德县的一个城镇。总人口104311（2001年）。

## 人口
该地2001年总人口104311人，其中男性54772人，女性49539人；0—6岁人口11719人，其中男6382人，女5337人；识字率72.32%，其中男性为77.92%，女性为66.11%。